# 平和の灯公園

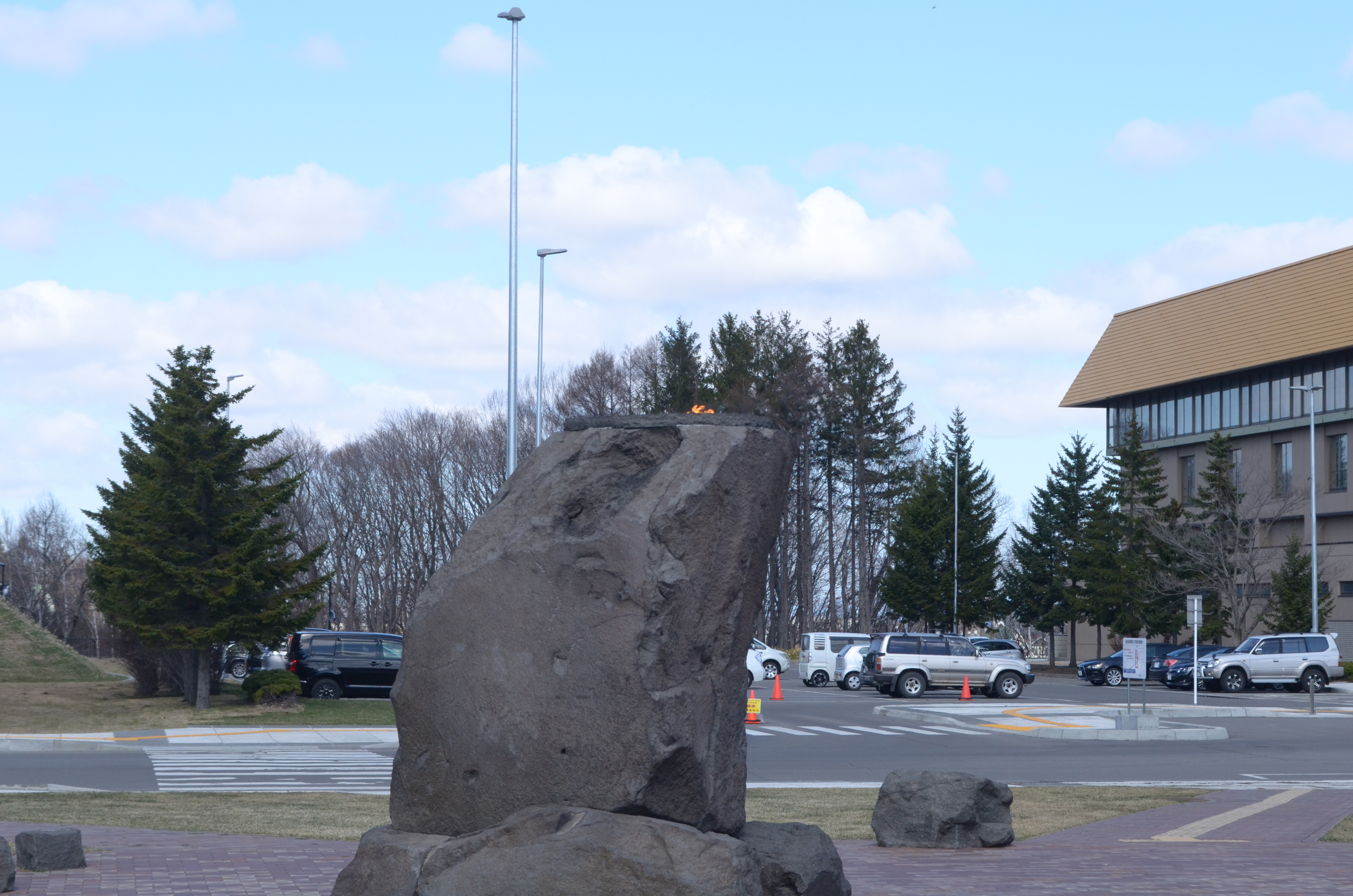
カバーの外された灯火台。わずかに火が見える。

平和の灯公園（へいわのひこうえん）は、北海道北広島市にある公園。

## 概要
北海道北広島高等学校と北広島市総合体育館の間、北海道ボールパークFビレッジから南東に約500メートルの位置に所在する。
公園の中央付近には、広島平和記念公園の平和の灯（ともしび）から分火された平和の灯（）が燃える灯火台があり、3世代をイメージしたモニュメントに囲まれている。岩造りの灯火台の上に据えられたランプ状のカバーの中で、平和の灯は絶えることなく燃え続けていると言われる。

## 歴史
1884年（明治17年）に広島県出身者たちが入植して開墾した地域は、広島村、広島町と発展を続け、1996年（平成8年）9月1日には市制に移行して「北広島市」となった。同日、市制施行記念事業の目玉のひとつとして当公園で行われたのが、「平和の灯」点灯式である。地域の歴史を踏まえ、また子供たちに平和の大切さを伝えるために、広島県から平和の灯が空輸されてきたのであった。
北広島に到着した平和の灯は、市役所前でいったん5つに分けられ、市内全5地区の中を約100人の子供たちによるリレー形式で運ばれた後、当公園で再びひとつとなって灯火台に点（）された。この行程は、市内の中央部に位置する野幌原始林によって分散している5つの地域が結束することをイメージしたという。
その後、2023年（令和5年）のボールパーク開業に伴って、当公園に隣接する市道が2車線から4車線へと拡幅された。この影響で公園の広さは7割程度に縮小し、灯火台は元の位置から南東に約7メートル移動した。